# Nautia costaricensis
Nautia costaricensis är en insektsart som beskrevs av Marius Descamps 1978. Nautia costaricensis ingår i släktet Nautia och familjen Romaleidae. Inga underarter finns listade i Catalogue of Life.